# Parsek
Pársek (oznaka pc) je dolžinska enota, ki se največ uporablja v astronomiji in astrofiziki. Ime parsek izhaja iz sestave okrajšav besed »paralaksa ene kotne sekunde«, angleško parsec – parallax of one arcsecond. Enota temelji na trigonometrični paralaksi, na enem od najstarejših standardnih postopkov za merjenje razdalj do nebesnih teles.
Kot, ki ga tvorita zveznici med zvezdo (D) in krajnima točkama glavne polosi Zemljine (Z) tirnice okrog Sonca (astronomska enota) (S), se imenuje paralaksa. Parsek je tako določen kot razdalja med Zemljo in zvezdo, katere paralaksa je enaka 1 ločni sekundi (1"). Drugače rečeno, parsek je razdalja, na kateri vidimo dve telesi, oddaljeni 1 a.e., pod kotom ene ločne sekunde. Parsek je približno 360 · 60 · 60 / 2π a.e. = 206.265 a.e. = 3,085677581 · 1016 m = 3,2616 svetlobnih let (pri tem za male kote velja tg x ~ 1/x), oziroma
{\displaystyle 1\,\mathrm {pc} ={1\,\mathrm {a.e.}  \over \,\mathrm {tg} \,1^{\prime \prime }}={149597870691 \over \mathrm {tg} \,\left({2\pi  \over 360\cdot 60\cdot 60}\right)}=3,0856775812815532\cdot 10^{16}\,\mathrm {m} }
ali
{\displaystyle 1\,\mathrm {pc} =3,261563\,\mathrm {sv.\,l.} =206264,806245\,\mathrm {a.e.} }
Za primerjavo dolžin istega reda in znanstveni zapis glej 1 E16 m.
Astronomi po navadi raje izražajo razdalje do astronomskih teles v parsekih kot v svetlobnih letih. To je predvsem zaradi zgodovinskih razlogov in tudi zato, da se izognejo pretvorbenim faktorjem, kot je astronomska enota, ki otežujejo izračune.

## Zgodovina
Prvi je neposredno izmeril medzvezdno razdaljo Bessel. Med letoma 1838 do 1840 je s Fraunhoferjevim heliometrom izmeril paralakso zvezde 61 Laboda (Cygni). Njena paralaksa je znašala 0,348" in od tu razdalja, izražena v parsekih, 2,874 pc, oziroma 9,372 sv. l. (danes je izmerjena vrednost 11,1 sv. l.). Istega leta sta merila paralaksi α Kentavra (Centauri) in Vege, α Lire (Lyrae) tudi Henderson in Friedrich von Struve. Točnost, s katero je meril Bessel, je bila takšna, kakor da bi izmeril debelino lasu z razdalje 50 m. Za človeka se je s tem Vesolje močno povečalo, saj si je Kepler predstavljal, da je celotna zvezdna krogla od nas oddaljena le kako desetino svetlobnega leta, Newton pa si je upal to številko povečati na morda 2 svetlobni leti.
Enoto parsek je prvič omenil Dyson leta 1913 v članku Prostorska porazdelitev zvezd v Carringtonovem polarnem katalogu (The Distrubution in Space of the Stars in Carrington's Circumpolar Catalogue) in menil, da je takšna dolžinska enota potrebna. Sam je predlagal ime astron, Charlier pa je predlagal ime siriometer. Na Turnerjev predlog so privzeli ime parsek. Prva, ki sta uporabila to ime, sta bila Turner za razdalje do zvezd v Enorogu (Monoceros) leta 1921 in Ejnar Hertzsprung leta 1922.
Na nebu ni zvezde, katere paralaksa bi bila 1 ločna sekunda. Če je paralaksa zvezde večja, leži zvezda bližje Zemlji in je njena razdalja v parsekih manjša. Zemlji najbližja zvezda bo tako imela največjo izmerjeno paralakso. To je Proksima Kentavra, katere paralaksa znaša 0,762" in je oddaljena približno 1,312 parseka, oziroma 4,280 svetlobnih let.
Merjenje razdalj nebesnih teles od Zemlje je ena od ključnih nalog astrometrije, veda o merjenju leg nebesnih teles.
Zaradi razmeroma majhnih paralaktičnih odmikov postopki s paralakso omogočajo zanesljive meritve zvezdnih razdalj do nekako 325 svetlobnih let, oziroma približno 100 parsekov, kar odgovarja 1/100 ločne sekunde ali 10 mas (1 mas ali mililočna sekunda = 1/1000 ločne sekunde).
V sredini 20. stoletja so izmerili že 60.00 tisoč zvezdnih paralaks. Na ta način so merili razdalje do 100 svetlobnih let.
Med letoma 1989 in 1993 je satelit Hipparcos, ki ga je izdelala Evropska vesoljska agencija (ESA), leta 1989 meril paralakse za približno 100.000 zvezd vse do razdalje 2.000 pc. NASA je januarja 2002 prenehala z odpravo.
ESA bo v sredini leta 2012 izstrelila satelit GAIA, ki bo poleg merjenja radialnih hitrosti zvezd zmogel meriti njihove razdalje s točnostjo 10 % v smeri središča naše Galaksije do razdalje 8 kpc v ozvezdju Strelca (Sagittarius).

## Razdalje in dolžine v parsekih
En kiloparsek, okrajšano kpc, je tisoč parsekov. En megaparsek, oznaka Mpc, je milijon parsekov.
Oddaljenost in velikosti nekaterih astronomskih teles v parsekih od Zemlje:
- 5.500 Mpc - najbolj oddaljen znan kvazar
- 4.047 Mpc - najbolj oddaljena znana galaksija Abell 1835 IR1916 v Devici (Virgo)
- 766,5 Mpc - optično najsvetlejši kvazar 3C273 v Devici
- 240 Mpc - najbližji znan kvazar 3C405 (Labod A) (Cygnus)
- 46,0 Mpc - spiralna galaksija ESO 269-57 v Kentavru (Centaurus)
- 18,4 Mpc - jata galaksij v Devici
- 17 Mpc - galaksija M100 v Berenikinih kodrih (Coma Berenices)
- 723,6 kpc - Andromedina galaksija (M31)
- 36,8 kpc - premer galaksije M100
- 8,6 kpc - središče naše Galaksije
- 2,6 pc - zvezda Sirij

Po navadi s parseki izrazijo Hubblovo konstanto, ki je obratna vrednost Hubblovega časa τH in znaša H0 = 71 ± 4 km/s Mpc.
Nekateri računalniški zanesenjaki hudomušno uporabljajo enoto atoparsek (oznaka apc), kjer predpona ato pomeni 10−18. Takšna enota je enaka približno 3,1 cm, le malo več od palca.